# Tastur
Tastur (arab. تستور; fr. Testour) – miasto w Tunezji położone w gubernatorstwie Badża, 77 kilometrów od stolicy kraju, Tunisu. Liczbę ludności w 2013 roku szacowano na 12 463 osoby.
Miasto jest usytuowane na wzgórzach w dolinie Wadi Madżarda. W okolicy znajduje się droga łącząca Tunis i Badżę z północną częścią Tunezji.
Tastur, w czasach antycznych znane jako Tichilla, zostało odbudowane w 1580 roku przez muzułmańskich i żydowskich uchodźców z Andaluzji. Obecnie jest popularnym miejscem pielgrzymek Żydów, którzy odwiedzają grób Rabbi Fraji Chawata. Znajduje się tam także meczet zbudowany w 1630 roku.
Od 1967 roku w mieście organizowany jest festiwal muzyki ludowej i arabskiej.

## Miasta partnerskie
- Maroko: Szafszawan
- Portugalia: Serpa